# Холландс-Крон
Холландс-Крон (нидерл. Hollands Kroon) — община в нидерландской провинции Северная Голландия. Площадь общины — 662,2 км², из них 357,34 км² составляет суша. Население по данным на 1 августа 2020 года — 48 637 человек.

## История
Община была образована 1 января 2012 года путём слияния прежних общин Виринген, Вирингермер, Анна-Полона и Нидорп.

## Состав
В общину Холландс-Крон входят такие деревни (указаны лишь некоторые крупные):
- Анна-Полона
- Барсингерхорн
- Ауде-Нидорп
- Ньиве-Нидорп